# Michal Bubnič
Michal Bubnič (maďarsky Bubnics Mihály) (22. května 1877, Borinka – 22. února 1945, Rožňava) byl římskokatolický biskup, diecézní biskup Rožňavské diecéze.

## Životopis
Po ukončení základní školy v Borince a Šamoríně absolvoval gymnaziální studia v Bratislavě a Ostřihomi, kde 14. června 1896 odmaturoval. Po bohosloveckém studiu v Ostřihomi 22. června 1900 přijal kněžské svěcení.
Jeho první krátkodobé působiště byly Svätý Jur a Piešťany. Od roku 1908 se stal farářem v Madunicích. V roce 1923 byl jmenován správcem farnosti v Topolčanech. 31. října 1925 ho papež Pius XI. jmenoval titulárním biskupem sciliumským a apoštolským administrátorem Rožňavské diecéze. Biskupské svěcení přijal v Dómu sv. Martina v Bratislavě z rukou banskobystrického biskupa Mariána Blahy. Po první vídeňské arbitráži, když se Rožňava stala součástí Maďarska, zůstal v Rožňavě. Papežskou bulou Diocesium Fines z 9. července 1939 byla Rožňavská diecéze (přesněji ta část, která patřila Maďarsku) znovu začleněna k Jágerské arcidiecézi. Následně byl Michal Bubnič jmenován a 1. října 1939 intronizovaný za rožňavského diecézního biskupa. V rámci Horthyovského Maďarska se snažil o reorganizaci a podporu duchovního života Slováků.
Zemřel 22. února 1945 v rožňavské nemocnici, na následky mučení během přepadu biskupské rezidence partyzány v lednu 1945.